# TMEM14A
TMEM14A (англ. Transmembrane protein 14A) – білок, який кодується однойменним геном, розташованим у людей на 6-й хромосомі. Довжина поліпептидного ланцюга білка становить 99 амінокислот, а молекулярна маса — 10 712.
| 10         |  | 20         |  | 30         |  | 40         |  | 50         |
| ---------- |  | ---------- |  | ---------- |  | ---------- |  | ---------- |
| MDLIGFGYAA |  | LVTFGSIFGY |  | KRRGGVPSLI |  | AGLFVGCLAG |  | YGAYRVSNDK |
| RDVKVSLFTA |  | FFLATIMGVR |  | FKRSKKIMPA |  | GLVAGLSLMM |  | ILRLVLLLL  |

A: Аланін

C: Цистеїн

D: Аспарагінова кислота

F: Фенілаланін

G: Гліцин

I: Ізолейцин

K: Лізин

L: Лейцин

M: Метіонін

N: Аспарагін

P: Пролін

R: Аргінін

S: Серин

T: Треонін

V: Валін

Локалізований у мембрані.